# Ибрагимова, Наина Агаали гызы
Наина Агаали гызы Ибрагимова   — азербайджанская актриса, заслуженная артистка Азербайджанской Республики (2010).

## Биография
Наина Ибрагимова родилась в городе Баку  в 1973 году. Получила высшее образование на факультете изобразительного искусства и черчения Художественного училища имени Азима Азимзаде,  Азербайджанского государственного университета культуры и искусств  факультет «актёр театра и кино», а также - факультет дизайнеров Бакинского института футурологии.
С 1995 года работает актрисой в Русском драматическом театре имени С. Вургуна .
20 декабря 2010 года ей было присвоено почётное зание Заслуженная артистка Азербайджанской Республики".

## Театральная деятельность
За время своей работы в театре она сыграла несколько ролей, среди которых:
- Мышь – «Терем-теремок» С.Маршака
- Кикимору – «Аленький цветочек» И.Карнаухова,Л.Браусевич
- Гнома Вторника – «Волшебное платье для Белоснежки» В.Неверова
- Ирину Понаровскую –«Все звёзды» В.Неверов(пародия)
- Музыканта –«Сокровища капитана Флинта» В.Трифонов,Д.Иванов
- Джулию –«Утешитель вдов» Дж.Маротта,Б.Рандоне
- Бетти Уайтхауз- «Миленькая маленькая компания»(Опасный поворот) Дж.Пристли
- Дочь Николая Романова-«Петля»Р.Ибрагимбекова
- Мальвину-«Новые приключения старых знакомых» В.Неверов
- Соловья –«Стойкий оловянный солдатик» Н.Денисова
- Фрейлину –«Бременские музыканты»В.Ливанова,Ю.Энтина
- Скомороха – «Сказка о попе и о работнике его Балде» А.С.Пушкина
- Ассистента режиссёра – «Квартира»Гидаята
- Девушку с мобильным телефоном – «Нонсенс»Н.Расул-заде
- Зулейху Халилову – «Чудеса в почтовом отделении» Эльчин
- Принцессу Агнешку – «Туфельки для Золушки» В.Резниковой
- Катю Волкову – «Русское шоу в Сингапуре» (Конкурс) А.Галина
- Марион Дюбарри – «Нефтяной бум улыбается всем» М.Ибрагимбекова
- Василису – «Василиса Прекрасная» Е.Черняк
- Ширин – «Фархад и Ширин» С.Вургуна
- Фурек, индийскую красавицу и Тюркназ – «Семь красавиц» Низами
- Мерилин Монро – «Джыз Быз» В.Неверова
- Медину, соседку Тахмины - "Уйди из моих снов" (Тахмина и Заур) Анара

Наина Ибрагимова также снималась в многочисленных клипах и известна как фотомодель.

## Награды
- Заслуженная артистка Азербайджанской Республики (2010)